# Jingu
Jingu (Japans: 神功皇后, Jingū-kōgō) was een legendarische Japanse keizerin die regeerde na de dood van haar echtgenoot in het jaar 200. Zowel de Kojiki als de Nihonshoki-kronieken beschrijven gebeurtenissen die plaats vonden tijdens haar vermeende leven. Legenden beschrijven dat ze uit was op wraak tegen de mensen die haar man hebben vermoord, waarna ze haar blik richtte op een "beloofd land". Jingu wordt daarmee beschouwd als een controversieel monarch door historici vanwege haar vermeende invasie van het Koreaans schiereiland. Dit was waarschijnlijk gebruikt als rechtvaardiging voor imperialistische expansie tijdens de Mejiperiode. De verslagen beweren dat Jingu geboorte gaf aan een jongetje genaamd Homutawake drie jaar nadat ze was bezwangerd door haar echtgenoot.
Jingu heerste waarschijnlijk van 201 tot 269 en werd beschouwd als de 15e Japanse heerser tot aan de Meiji-periode. Moderne historici zijn tot de conclusie gekomen dat de naam "Jingu" door latere generaties werd gebruikt om deze legendarische keizerin te beschrijven. Tegenwoordig wordt aangenomen dat Jingu als regentes regeerde totdat haar zoon na haar dood keizer Ōjin werd. Zij was bovendien de laatste heerser van de Yayoiperiode.

## In de legenden
Jingu wordt onder meer beschreven in de Japanse pseudo-historische kronieken Kojiki en Nihonshoki. Deze verslagen tonen dat haar geboortenaam Okinaga-Tarashi was en dat ze is geboren ergens in het jaar 169. Haar moeder, Kazurakinotakanuka-hime, wordt gezien als een afstammelinge van Amenohiboko, een legendarische prins van Korea. Op een gegeven moment trouwde zij met Tarashinakahiko, die later bekend zou worden als keizer Chūai en baarde hem één kind. Jingu zou hebben gediend als "keizerin-consort" tijdens Chūai's bewind tot aan zijn dood in 200.
Keizer Chūai overleed in 200 nadat hij in strijd gedood werd door rebellen. Jingu richtte haar woede vervolgens op de rebellen die zij in een vlaag van wraak versloeg. Ze leidde een leger in een invasie van een "beloofd land" en keerde na drie jaar terug naar Japan. Daarna besteeg zij de chrysantentroon als keizerin. De legende vertelt verder dat haar zoon verwekt maar nog niet was geboren toen Chūai stierf. Na drie jaar beviel zij van een jongetje dat zij Homutawake noemde.

## Bekende informatie
Jingu wordt door historici beschouwd als een legendarische figuur omdat er onvoldoende materiaal beschikbaar is voor verdere verificatie. Onderzoek suggereert dat als zij echt heeft bestaan, zij een regent kan zijn geweest in de vierde of vijfde eeuw. Het is zeker mogelijk dat zij een stamhoofd of een plaatselijke clanleider was, en dat de staat die zij regeerde slechts een klein deel van het huidige Japan omvatte. De naam Jingu werd waarschijnlijk aan haar toegekend door latere generaties; tijdens haar leven zou zij Okinaga-Tarashi worden genoemd. Jingu werd later uit de keizerlijke lijn verwijderd tijdens het bewind van keizer Meiji als een manier om ervoor te zorgen dat de lijn ononderbroken bleef.

### Gosashi kofun
Hoewel de eigenlijke plaats van het graf van Jingu niet bekend is, wordt ze traditioneel vereerd in een keizerlijk graf van het kofun-type in Nara. In 1976 werd bepaald dat archeologisch onderzoek in de tombe verboden is omdat ze dateert uit de tijd van oprichting van een centrale Japanse staat onder keizerlijk bewind. In 2008 kwam daar verandering in toen Japan buitenlandse archeologen beperkte toegang gaf tot de kofun van Jingu. Zij konden vaststellen dat de tombe waarschijnlijk dateert uit de vierde eeuw. Bij het onderzoek werden ook haniwa terracotta figuren ontdekt.

## Nalatenschap

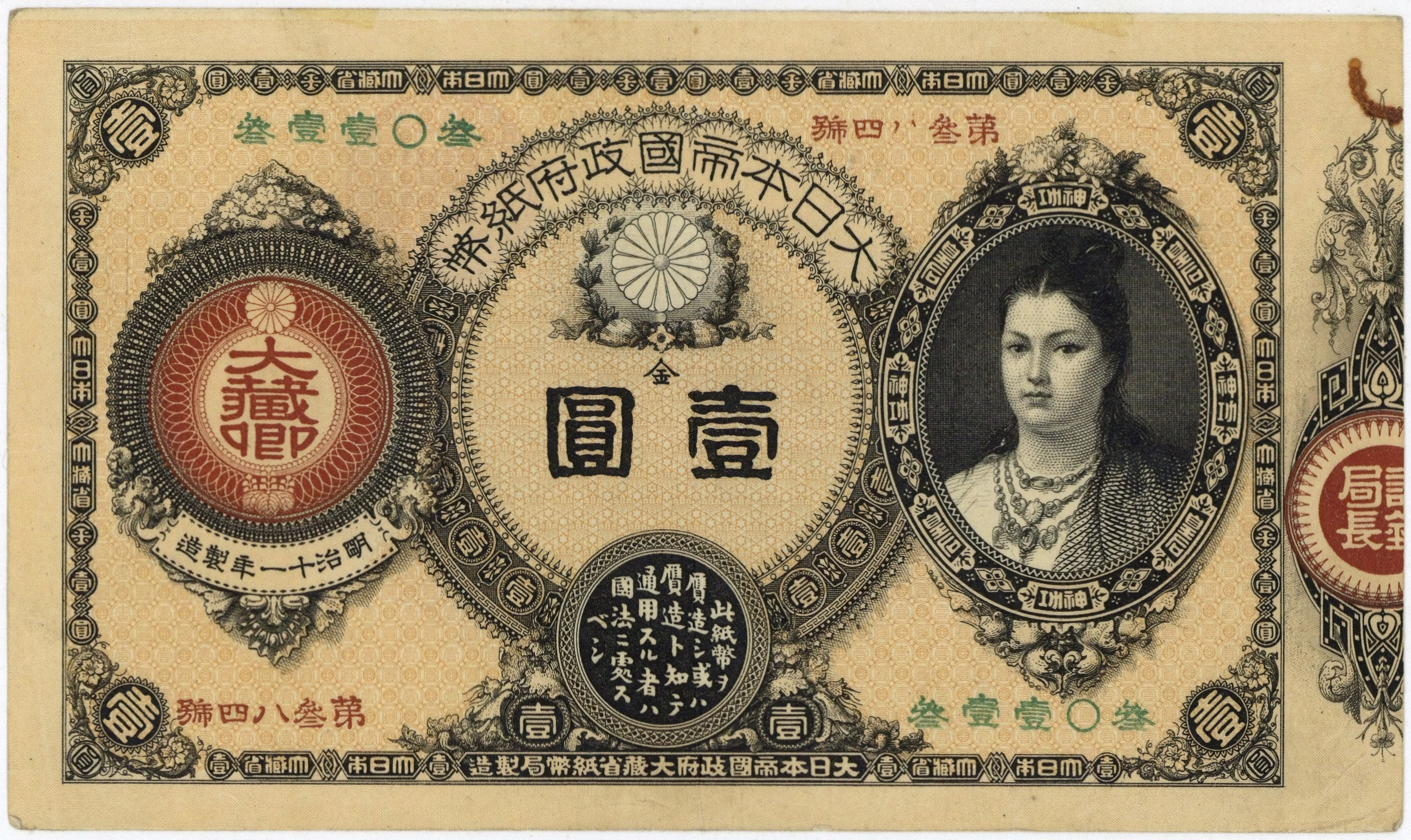
Een bankbiljet ter waarde van 1 yen met rechts op de afbeelding keizerin Jingu, 1881

In 1881 werd Jingu de eerste vrouw die op een Japans bankbiljet werd afgebeeld. Aangezien er geen werkelijke afbeeldingen van deze legendarische figuur bekend zijn is de afbeelding van Jingu een verzinsel van de Italiaanse graveerder Edoardo Chiossone.
* Regent Jingu staat niet op de traditionele lijst.